# Ciuperci otrăvitoare

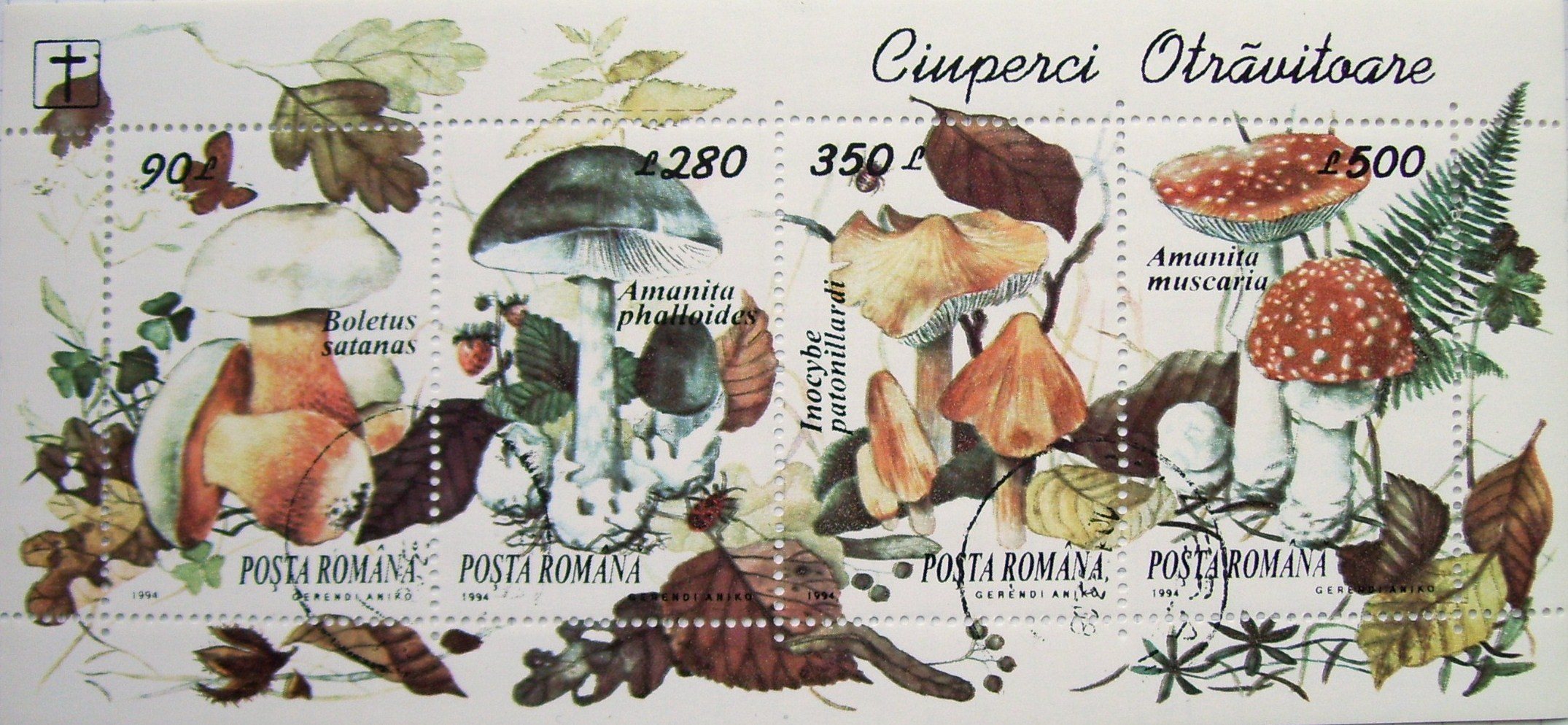
Ciuperci otrăvitoare

Ciuperci otrăvitoare sunt denumite toate tipurile de ciuperci din Regnul Fungi de tip Ascomycota precum Basidiomycota (care au pălărie și picior, a nu se confunda cu ciupercile microscopice, mucegaiurile și cele care produc bolile numite micoze). Există peste 200 de specii care sunt sigur toxice, dar numai puține provoacă intoxicații mortale. Aici este enumerată o mulțime de soiuri. 

## Listă de bureți otrăvitori (selecție)

### OrdinulAgaricales

#### GenulAgaricus(șampinioni)
| Aspect | Denumirea științifică                            | Denumirea populară | Observații                                                                                  | Aspect | Denumirea științifică                         | Denumirea populară | Observații                                                                                       | Aspect | Denumirea științifică                             | Denumirea populară                  | Observații                                                                                       |  |
| ------ | ------------------------------------------------ | ------------------ | ------------------------------------------------------------------------------------------- | ------ | --------------------------------------------- | ------------------ | ------------------------------------------------------------------------------------------------ | ------ | ------------------------------------------------- | ----------------------------------- | ------------------------------------------------------------------------------------------------ |  |
|        | Agaricus bresadolanus sin. Psalliota bresadolana | Necunoscută.       | Toxicitate: gastrointestinal. Poate fi confundat cu ciuperci comestibile de genul Agaricus. |        | Agaricus placomyces sin. Psalliota placomyces | Necunoscută.       | Toxicitate: grav gastrointestinal. Poate fi confundat cu ciuperci comestibile de genul Agaricus. |        | Agaricus xanthodermus, sin. Psalliota xanthoderma | Ciuperca albă, Șampinionul sulfuros | Toxicitate: grav gastrointestinal. Poate fi confundat cu ciuperci comestibile de genul Agaricus. |  |

#### GenulAmanita(bureți cu volvă cu sau fără bulb)
| Aspect | Denumirea științifică | Denumirea populară                      | Observații | Aspect | Denumirea științifică                                              | Denumirea populară                                        | Observații | Aspect | Denumirea științifică | Denumirea populară           | Observații |  |
| ------ | --------------------- | --------------------------------------- | --- | ------ | ------------------------------------------------------------------ | --------------------------------------------------------- | --- | ------ | --------------------- | ---------------------------- | --- |  |
|        | Amanita boudieri      | Amanita lui Boudier                     | Toxicitate: slab neurotoxic.                                                                                                 |        | Amanita gemmata sin. Amanita junquillea                            | Ciupercă (amanită) perlată, ciupercă galben strălucitoare | Toxicitate: neurotoxic, halucinogen. Toxina principală este muscimolul.                                        |        | Amanita muscaria      | Muscăriță, buretele muștelor | Toxicitate: neurotoxic, halucinogen. Toxinele sunt muscarina și acidul ibotenic (premuscinol) și muscimol, ultimile în doze mult mai mici. |  |
|        | Amanita ochrophylla   | Necunoscută.                            | Miros dezgustător, poate foarte otrăvitor.                                                                                   |        | Amanita pantherina sin. Agaricus pantherina sau Agaricus maculatus | Burete pestriț, Buretele panterei                         | Toxicitate: grav neurotoxic, halucinogen. Provoacă intoxicații neurotrope. Poate fi confundat cu A. rubescens. |        | Amanita phalloides    | Buretele viperei             | Toxicitate: letal! Responsabil pentru majoritatea intoxicațiilor letale. Toxina este amanitina.                                            |  |
|        | Amanita regalis       | Burete maro al muștelor, amanită regală | Toxicitate: neurotoxic, halucinogen. Toxinele sunt muscarina și acidul ibotenic (premuscinol) și muscimol, în doze mai mari. |        | Amanita verna                                                      | Burete primăvăratic                                       | Toxicitate: letal! Responsabil pentru majoritatea intoxicațiilor letale.Toxina este amanitina.                 |        | Amanita virosa        | Burete tomnatic              | Toxicitate: letal! Responsabil pentru majoritatea intoxicațiilor letale.Toxina este amanitina.                                             |  |

#### GenulClitocybe(pâlnioare)
| Aspect | Denumirea științifică                             | Denumirea populară | Observații                                                                 | Aspect | Denumirea științifică | Denumirea populară                      | Observații                                                                                                  | Aspect | Denumirea științifică | Denumirea populară | Observații                                                   |  |
| ------ | ------------------------------------------------- | ------------------ | -------------------------------------------------------------------------- | ------ | --------------------- | --------------------------------------- | --- | ------ | --------------------- | ------------------ | ------------------------------------------------------------ |  |
|        | Clitocybe clavipes sin. Ampulloclitocybe clavipes | Pironul zânelor    | Destul de gustos, dar otrăvitor consumat împreună cu alcool.               |        | Clitocybe dealbata    | Pâlnioară de fildeș, ciuperca nădușelii | Toxicitate: poate să fie letal! Responsabil este o doză mare de muscarină, ușor de confundat cu M. oreades. |        | Clitocybe fragrans    | Anișoare           | Toxicitate: destul de otrăvitor! Responsabil este muscarina. |  |
|        | Clitocybe phyllophila sin. Clitocybe cerussata    | Pâlnie ceroasă     | Toxicitate: poate să fie letal! Responsabil este o doză mare de muscarină. |        | Clitocybe rivulosa    | Pâlnioară ondulată, burete de rouă fals | Toxicitate: poate să fie letal! Responsabil este o doză mare de muscarină, ușor de confundat cu M. oreades. |        |                       |                    |                                                              |  |

#### GenulConocybe sau Pholiotina(bureciori)
|  | Conocybe filaris, sin. Pholiotina filaris | Ciupercă de gazon | Toxicitate: Letal! Substanța toxică este amanitina. |  |

#### GenulCortinarius(ciuperci cu cortină, pâsloșei[20])
| Aspect | Denumirea științifică                              | Denumirea populară | Observații | Aspect | Denumirea științifică      | Denumirea populară                    | Observații | Aspect | Denumirea științifică                                 | Denumirea populară | Observații |  |
| ------ | -------------------------------------------------- | ------------------ | --- | ------ | -------------------------- | ------------------------------------- | --- | ------ | ----------------------------------------------------- | ------------------ | --- |  |
|        | Cortinarius bolaris                                | Necunoscută.       | Toxicitate: foarte gravă. Substanța nu este orelanina. Miros și gust neplăcut.                                     |        | Cortinarius brunneus       | Necunoscută.                          | Toxicitate: posibil foarte gravă. Substanța nu este orelanina. Miros și gust neplăcut.                                              |        | Cortinarius callisteus                                | Necunoscută.       | Toxicitate: foarte gravă. Substanța nu este orelanina. Miros neplăcut ca de ulei pentru mașină fierbinte, uneori asemănător marțipanului cu o notă mucegăită, gust blând și dulcișor. |  |
|        | Cortinarius cinnabarinus                           | Necunoscută.       | Toxicitate: destul de gravă. Substanța toxică este orelanina în doză mai mică.                                     |        | Cortinarius cinnamomeus    | Burete (bureți) de mesteacăn          | Toxicitate: medie. Substanța toxică este orelanina în doză mică.                                                                    |        | Cortinarius cotoneus                                  | Necunoscută.       | Toxicitate destul de gravă. |  |
|        | Cortinarius croceus                                | Necunoscută.       | Toxicitate gastrointestinală destul de gravă.                                                                      |        | Cortinarius elegantissimus | Necunoscută.                          | Toxicitate gastrointestinală posibilă. Miros și gust plăcut.                                                                        |        | Cortinarius flexipes                                  | Necunoscută.       | Toxicitate gastrointestinală posibilă. Miros dulceag cu o nuanță de marțipan (migdale amare) sau ca de patiserie și gust neplăcut.                                                    |  |
|        | Cortinarius gentilis                               | Văloasă delicată   | Toxicitate: letal! Substanța toxică este între altele orelanina.                                                   |        | Cortinarius limonius       | Necunoscută.                          | Toxicitate: posibil letal. Substanța nu este orelanina. Miros în tinerețe imperceptibil, apoi puțin fructuos, gust blând și plăcut. |        | Cortinarius malicorius                                | Necunoscută.       | Toxicitate: medie. Substanța toxică este orelanina în doză mai mică. Miros slab ierbos sau de ridichi, în vârstă cu componente de iod, gust amar.                                     |  |
|        | Cortinarius meinhardii sin. Cortinarius vitellinus | Necunoscută.       | Toxicitate: foarte otrăvitor, posibil letal. Miros mai întâi dulceag, mai târziu extrem de neplăcut și gust blând. |        | Cortinarius orellanus      | Cortinara de munte, pălăria nebunului | Toxicitate: letal! Substanța toxică este orelanina.                                                                                 |        | Cortinarius rubellus, sin. Cortinarius speciosissimus | Pălărie ucigașă    | Toxicitate: letal! Substanța toxică este orelanina. |  |
|        | Cortinarius rubicundulus                           | Necunoscută.       | Toxicitate: foarte otrăvitor. Miros de ridichi și gust amar.                                                       |        | Cortinarius sanguineus     | Necunoscută.                          | Toxicitate: foarte otrăvitor. Provoacă intoxicații gastro-intestinale grave. Miros de ridichi și gust maximal slab amar.            |        | Cortinarius semisanguineus                            | Necunoscută.       | Toxicitate: destul de toxic, irită puternic zona gastro-intestinală. Miros plăcut și gust blând.                                                                                      |  |
|        | Cortinarius splendens                              | Necunoscută.       | Toxicitate: foarte otrăvitor, posibil letal. Miros extrem de neplăcut și gust blând.                               |        | Cortinarius traganus       | Văloasa caprei                        | Toxicitate: gastrointestinal! Cauzează probleme resinoidiane și gastrointestinale.                                                  |        | Cortinarius uliginosus                                | Necunoscută.       | Toxicitate: otrăvitor. Miros și gust neplăcut. |  |
|        | Cortinarius venetus                                | Necunoscută.       | Toxicitate: destul de otrăvitor. Miros de ridichi și gust neplăcut.                                                |        |                            |                                       | |        |                                                       |                    | |  |

#### GenulEntoloma(pieptănuși)
| Aspect | Denumirea științifică | Denumirea populară | Observații                                                      | Aspect | Denumirea științifică                         | Denumirea populară     | Observații | Aspect | Denumirea științifică                  | Denumirea populară     | Observații |  |
| ------ | --------------------- | ------------------ | --------------------------------------------------------------- | ------ | --------------------------------------------- | ---------------------- | --- | ------ | -------------------------------------- | ---------------------- | --- |  |
|        | Entoloma cetratum     | Necunoscută.       | Toxicitate medie: gastrointestinal, miros plăcut și gust blând. |        | Entoloma conferendum                          | Necunoscută.           | Toxicitate: probabil gastrointestinal, carne subțire și fibroasă, gust blând, dar neplăcut.                                 |        | Entoloma incanum, sin. Leptonia incana | Buretele șoarecelui    | Toxicitate medie: conține viroisină ca și Amanita virosa, miros și gust neplăcut.                              |  |
|        | Entoloma sericeum     | Necunoscută.       | Toxicitate medie: gastrointestinal, miros și gust plăcut.       |        | Entoloma sinuatum, sin. Rhodophyllus sinuatus | Ciuperca pieptănușului | Toxicitate: grav gastrointestinal, posibil letal, rar hepatotoxic, neurotoxic. Poate fi confundat ușor cu Calocybe gambosa. |        | Entoloma vernum                        | Pieptănuș primăvăratic | Toxicitate: grav gastrointestinal, rar hepatotoxic, neurotoxic. Poate fi confundat ușor cu Tricholoma terreum. |  |

#### GenulInocybe(ciuperci înroșindu-se cu crăpături)
| Aspect | Denumirea științifică                   | Denumirea populară         | Observații                                                                                          | Aspect | Denumirea științifică                          | Denumirea populară | Observații | Aspect | Denumirea științifică                  | Denumirea populară | Observații |  |
| ------ | --------------------------------------- | -------------------------- | --------------------------------------------------------------------------------------------------- | ------ | ---------------------------------------------- | ------------------ | --- | ------ | -------------------------------------- | ------------------ | --- |  |
|        | Inocybe assimilata sin. Inocybe umbrina | Necunoscută.               | Toxicitate: posibil letală. Miros neplăcut și fără gust specific, conține muscarină în doze mari.   |        | Inocybe asterospora                            | Necunoscută.       | Toxicitate: posibil letală. Miros și gust extrem de neplăcut, conține muscarină în doze mari.                                           |        | Inocybe corydalina                     | Necunoscută.       | Toxicitate: slab otrăvitoare. Conține alcaloidul indolic psilocibină. Miros și gust nu prea plăcut, conține muscarină. |  |
|        | Inocybe dulcamara                       | Necunoscută.               | Toxicitate: otrăvitoare. Miros și gust nu prea plăcut, conține muscarină.                           |        | Inocybe erubescens sin. Inocybe patrouillardii | Burete cărămiziu   | Toxicitate: Letal! Conține muscarină în doză extrem de mare și poate fi confundat ușor cu buretele lui Sf. Gheorghe.                    |        | Inocybe fibrosa                        | Necunoscută.       | Toxicitate: posibil letală. Miros și gust nu prea plăcut, conține muscarină în doze mai mari.                          |  |
|        | Inocybe geophylla                       | Ciuperci cu lame de pământ | Toxicitate: otrăvitoare. Conține muscarină în doze mari.                                            |        | Inocybe hirtella                               | Necunoscută.       | Toxicitate: foarte otrăvitoare, poate chiar letală. Miros de alune amare sau marțipan și gust blând, conține destul de multă muscarină. |        | Inocybe lacera                         | Necunoscută.       | Toxicitate: posibil letală. Miros și gust neplăcut, conține un derivat al muscarinei în doze mari.                     |  |
|        | Inocybe lanuginosa                      | Necunoscută.               | Toxicitate: posibil letală. Miros neplăcut și gust blând, conține muscarină în doze destul de mari. |        | Inocybe petiginosa                             | Necunoscută.       | Toxicitate: otrăvitoare. Miros slab spermatic și gust blând, conține muscarină.                                                         |        | Inocybe rimosa sin. Inocybe fastigiata | Ciupercă crăpată   | Toxicitate: otrăvitoare, posibil letală. Conține muscarină în doză destul de mare.                                     |  |
|        | Inocybe sambucina                       | Necunoscută.               | Toxicitate: posibil letală. Miros neplăcut și gust blând, conține muscarină în doze destul de mari. |        | Inocybe sindonia                               | Necunoscută.       | Toxicitate: posibil letală. Miros și gust nu prea plăcut, conține muscarină în doze mari.                                               |        | Inocybe umbratica                      | Necunoscută.       | Toxicitate: otrăvitoare. Miros neplăcut și gust blând, conține muscarină.                                              |  |

#### GenulLepiota(parasoli mici)
| Aspect | Denumirea științifică                                          | Denumirea populară | Observații                                            | Aspect | Denumirea științifică | Denumirea populară | Observații                   | Aspect | Denumirea științifică    | Denumirea populară | Observații                                              |  |
| ------ | -------------------------------------------------------------- | ------------------ | ----------------------------------------------------- | ------ | --------------------- | ------------------ | ---------------------------- | ------ | ------------------------ | ------------------ | ------------------------------------------------------- |  |
|        | Lepiota aspera sin. Echinoderma asperum, Lepiota acutesquamosa | Clopu ariciului    | Toxicitate: grav otrăvitor, in primul rând cu alcool. |        | Lepiota boudieri      | Necunoscută.       | Toxicitate: grav otrăvitor.  |        | Lepiota brunneoincarnata | Necunoscută.       | Toxicitate: letal! Toxina este α-amanitina.             |  |
|        | Lepiota castanea                                               | Necunoscută.       | Toxicitate: letal! Toxina este α-amanitina.           |        | Lepiota clypeolaria   | Ghebe de brad      | Otrăvitor.                   |        | Lepiota cristata         | Parasol crestat    | Otrăvitor.                                              |  |
|        | Lepiota felina                                                 | Necunoscută.       | Otrăvitor.                                            |        | Lepiota lilacea       | Necunoscută.       | Suspect, probabil otrăvitor. |        | Lepiota subincarnata     | Necunoscută.       | Toxicitate: letal! Toxinele sunt amanitinele α, β și γ. |  |

#### GenulMycena(bureciori)
|  | Mycena pura | Bureciori rozacei, ridichioare | Condiționat comestibil, conține în doze mai mari muscarină și psilocibină. |  |

#### GenulTricholoma(bureți cavalerești)
| Aspect | Denumirea științifică                            | Denumirea populară   | Observații                                                                          | Aspect | Denumirea științifică | Denumirea populară | Observații                                                                             | Aspect | Denumirea științifică                        | Denumirea populară                   | Observații                                                                                 |  |
| ------ | ------------------------------------------------ | -------------------- | ----------------------------------------------------------------------------------- | ------ | --------------------- | ------------------ | -------------------------------------------------------------------------------------- | ------ | -------------------------------------------- | ------------------------------------ | ------------------------------------------------------------------------------------------ |  |
|        | Tricholoma albobrunneum sin. Tricholoma striatum | Necunoscută.         | Toxicitate: mai slab gastrointestinal. Miros plăcut și gust amar.                   |        | Tricholoma batschii   | Necunoscută.       | Toxicitate: provoacă o anemie hemolitică în stare crudă, în plus foarte amar.          |        | Tricholoma bufonium                          | Necunoscută.                         | Toxicitate: destul de grav gastrointestinal + provoacă o anemie hemolitică în stare crudă. |  |
|        | Tricholoma equestre sin. Tricholoma flavovirens  | Buretele călărețului | Foarte gustos, dar fatal sub diverse condiții.                                      |        | Tricholoma focale     | Necunoscută.       | Toxicitate: gastrointestinal. Miros făinos și gust plăcut.                             |        | Tricholoma pessundatum                       | Necunoscută.                         | Toxicitate: destul de grav gastrointestinal. Miros făinos și gust amar din maturitate.     |  |
|        | Tricholoma sciodes                               | Necunoscută.         | Toxicitate: slab gastrointestinal. Miros pământos și gust amar, apoi iute.          |        | Tricholoma sulphureum | Gălbeniță          | Otrăvitor. Miros și gust scârbos.                                                      |        | Tricholoma tigrinum sin. Tricholoma pardinum | Gâscă tigrată, golubincă otrăvitoare | Toxicitate gravă. Cauzează probleme gastrointestinale puternice.                           |  |
|        | Tricholoma ustale                                | Necunoscută.         | Toxicitate: slab gastrointestinal. Miros neremarcabil sau slab făinos și gust amar. |        | Tricholoma virgatum   | Necunoscută.       | Toxicitate: destul de grav gastrointestinal. Miros neplăcut și gust amar, foarte iute. |        |                                              |                                      |                                                                                            |  |

### OrdinulBoletales(hribi și pufai)
| Aspect | Denumirea științifică                                         | Denumirea populară                         | Observații                                                           | Aspect | Denumirea științifică                                     | Denumirea populară     | Observații                                                           | Aspect | Denumirea științifică                                           | Denumirea populară | Observații                                                                              |  |
| ------ | ------------------------------------------------------------- | ------------------------------------------ | -------------------------------------------------------------------- | ------ | --------------------------------------------------------- | ---------------------- | -------------------------------------------------------------------- | ------ | --------------------------------------------------------------- | ------------------ | --------------------------------------------------------------------------------------- |  |
|        | Imperator torosus sin. Boletus torosus                        | Necunoscută.                               | Toxicitate: Otrăvitor, cel puțin pentru persoane sensibile.          |        | Paxillus involutus                                        | Burete porcesc         | Toxicitate: Poate să fie letal! Responsabil este Sindromul Paxillus. |        | Rubroboletus legaliae sin. Boletus legaliae, Boletus satanoides | Necunoscută.       | Suspect, crud foarte toxic.                                                             |  |
|        | Rubroboletus lupinus, sin. Boletus lupinus, Suillelus lupinus | hribul lupului, hrib țigănesc, burete roșu | Suspect, poate toxic.                                                |        | Rubroboletus rubrosanguineus sin. Boletus rubrosanguineus | Necunoscută.           | Suspect, crud toxic, fiert poate toxic.                              |        | Rubroboletus satanas, sin. Boletus satanas Suillelus satanas    | Buretele dracului  | Toxicitate: Gastrointestinal. Simptomele predominante sunt de natură gastrointestinală. |  |
|        | Scleroderma citrinum sin. Scleroderma vulgare                 | Buretele cerbilor                          | Toxicitate medie. Cauzează probleme copriniane și gastrointestinale. |        | Scleroderma verrucosum                                    | Buretele cerbilor fals | Toxicitate medie. Cauzează probleme copriniane și gastrointestinale. |        |                                                                 |                    |                                                                                         |  |

### OrdinulGomphales(rămurele și măciuci/pilugele)
|  | Ramaria formosa sin. Clavaria formosa | Meloșel, tocmăgel | Toxicitate: Destul de grav gastrointestinal. Poate fi confundat ușor cu Ramaria aurea. |  | Ramaria pallida sin. Ramaria mairei | [Necunoscută. | Toxicitate: Slab gastrointestinal. Poate fi confundat ușor cu Ramaria aurea. |  |

### OrdinulPezizales(urechiușe)
| Aspect | Denumirea științifică                   | Denumirea populară | Observații | Aspect | Denumirea științifică                        | Denumirea populară | Observații | Aspect | Denumirea științifică | Denumirea populară | Observații                                           |  |
| ------ | --------------------------------------- | ------------------ | --- | ------ | -------------------------------------------- | ------------------ | --- | ------ | --------------------- | ------------------ | ---------------------------------------------------- |  |
|        | Gyromitra esculenta                     | Zbârciog gras      | Toxicitate: Provocă alergii severe, ocazional letale! În trecut considerat comestibil, dar au apărut cazuri de intoxicații mortale. |        | Gyromitra fastigiata sin. Discina fastigiata | Zbârciogi grași    | Consumat crud sau nu bine fiert destul de otrăvitor.                                                                        |        | Gyromitra gigas       | Zbârciog uriaș     | Consumat crud sau nu bine fiert destul de otrăvitor. |  |
|        | Gyromitra infula sin. Physomitra infula | Mitra episcopului  | Foarte gustos, crud destul de otrăvitor.                                                                                            |        | Sarcosphaera coronaria                       | Coroniță violetă   | Crud foarte toxic, comestibil numai dupä o fierbere temeinică. Poate cauza probleme prin sindromul helvelian (giromitrian). |        |                       |                    |                                                      |  |

### OrdinulRussulales(lăptari și vinețele)
| Aspect | Denumirea științifică               | Denumirea populară                          | Observații                                                                                 | Aspect | Denumirea științifică | Denumirea populară                   | Observații                                                                                   | Aspect | Denumirea științifică   | Denumirea populară | Observații                                        |  |
| ------ | ----------------------------------- | ------------------------------------------- | ------------------------------------------------------------------------------------------ | ------ | --------------------- | ------------------------------------ | -------------------------------------------------------------------------------------------- | ------ | ----------------------- | ------------------ | ------------------------------------------------- |  |
|        | Lactarius helvus                    | Lăptar gri-roz                              | Toxicitate: otrăvitor (gastrointestinal), dar uscat și pulverizat ca condiment comestibil. |        | Lactarius pubescens   | Râșcov bărbos, lăcustă albă          | Toxicitate medie.                                                                            |        | Lactarius scrobiculatus | Necunoscută.       | Toxicitate medie: provoacă sindromul resinoidian. |  |
|        | Lactarius torminosus                | Râșcov de mesteacăn, părușei, râșcov flocos | Toxicitate medie.                                                                          |        | Lactarius turpis      | Râșcov jegos, lăptar de mesteacăn    | Toxicitate: Letal! Conține substante canceroase și mutagene.                                 |        |                         |                    |                                                   |  |
|        | Russula betularum                   | Vinețică de mesteacăn                       | Toxicitate: slab gastrointestinal.                                                         |        | Russula emetica       | Vinețica focului, scuipatul dracului | Toxicitate: grav gastrointestinal, rar neurotoxic. Poate fi confundat ușor cu Russula aurea. |        | Russula fragilis        | Vinețica ursului   | Toxicitate: destul de grav gastrointestinal.      |  |
|        | Russula nobilis sin. Russula mairei | Vinețica nobilă                             | Toxicitate: gastrointestinal. Poate fi confundat ușor cu Russula aurea.                    |        | Russula queletii      | Vinețica lui Quélet                  | Toxicitate: destul de grav gastrointestinal.                                                 |        |                         |                    |                                                   |  |

### Alte specii
| Aspect | Denumirea științifică                       | Denumirea populară                                   | Observații | Aspect | Denumirea științifică                                | Denumirea populară                                                                  | Observații | Aspect | Denumirea științifică                                          | Denumirea populară | Observații                                                                                              |  |
| ------ | ------------------------------------------- | ---------------------------------------------------- | --- | ------ | ---------------------------------------------------- | ----------------------------------------------------------------------------------- | --- | ------ | -------------------------------------------------------------- | ------------------ | --- |  |
|        | Coprinellus micaceus sin. Coprinus micaceus | Burete de mică, balegă strălucitoare, bureți de rouă | Toxicitate: destul de otrăvitor, reacții asemănătoare cu curele de dezalcoolizare). Fără alcool tânăr comestibil. |        | Coprinopsis atramentaria sin. Coprinus atramentarius | Burete de cerneală, bureți nebuni, ciuperci crestate, poplence, umbra șarpelui etc. | Toxicitate: destul de otrăvitor, reacții asemănătoare cu curele de dezalcoolizare). Fără alcool delicios în stadiu tânăr. |        | Galerina marginata                                             | Gheba de brad      | Toxicitate: Letal! Este ușor de confundat cu Kuehneromyces mutabilis.                                   |  |
|        | Hebeloma crustuliniforme                    | Ciupercă plângătoare                                 | Toxicitate: Gastrointestinal. Simptomele predominante sunt de natură gastro-intestinală.                          |        | Hygrocybe conica                                     | Pălăria vrăjitoarei                                                                 | Ușor otrăvitor. Cauzează probleme gastrointestinale.                                                                      |        | Hygrocybe nigrescens                                           | Băloasa conică     | Ușor otrăvitor. Cauzează probleme gastrointestinale.                                                    |  |
|        | Hypholoma fasciculare                       | Ghebă pucioasă                                       | Toxicitate: Destul de grav gastrointestinal.                                                                      |        | Hypholoma lateritium sin. Hypholoma sublateritium    | Ghebă cărămizie                                                                     | Toxicitate: provoacă hemoliză și aglutinină.                                                                              |        | Omphalotus olearius sin. Pleurotus olearius, Clitocybe olearia | Buricul măslinului | Toxicitate: Grav gastrointestinal. Substanța toxică este illudina. Aceasta duce la greață și vărsături. |  |
|        | Phaeolepiota aurea                          | Ciuperci aurii                                       | Gustos, dar crud sau prea puțin fiert foarte toxic, conținând HCN.                                                | <      | Pleurocybella porrigens                              | Aripi de înger                                                                      | Toxicitate: Poate să fie letal! Confuzie posibilă cu Pleurotus ostreatus var. florida.                                    |        | Pluteus salicinus                                              | Păstrăv de salcie  | Toxicitate: Crud sau uscat otrăvitor, psihedelic. Fiert comestibil.                                     |  |
|        | Psilocybe cubensis                          | Ciupercă halucinogenă, nume comun cu alte specii     | Toxicitate: Toxic, tare halucinogen! Confuzie posibilă cu Galerina marginata.                                     |        |                                                      |                                                                                     | |        |                                                                |                    | |  |

## Rezumat
În Europa sunt cunoscute mai mult de 6000 de soiuri de ciuperci basidiomicete din care peste 200 sunt sigur otrăvitoare, dar numai câteva provoacă intoxicații mortale. Printre ciupercile foarte toxice cunoscute sunt Amanita phalloides, Cortinarius orellanus și Cortinarius rubellus. 
Unele ciuperci sunt alergice toxice numai pentru anumite persoane, ca de exemplu, Paxillus involutus sau Tricholoma equestre sin. Tricholoma flavovirens. Alte ciuperci cauzează prin consum mutații genetice ca Lyophyllum connatum. 
În mod frecvent apar intoxicații cu Cortinarius gentilis, Inocybe rimosa, Amanita virosa și Boletus satanas din cauză că se pot confunda ușor cu ciupercile comestibile. 
Ca o curiozitate se poate aminti de ciuperca toxică Gyromitra esculenta care se consumă în nordul și estul Europei, oamenii de acolo zicând, că toxicitatea s-ar descompune prin fiebere, fiind termolabilă. Este greșită părerea de a crede că ciupercile consumate de melci sau insecte n-ar fi toxice pentru om. La culesul ciupercilor este indicat să fie considerat toxică orice ciupercă necunoscută.
Toate ciupercile otrăvitoare, dar nu mortale, sunt marcate sub imagini cu !!, cele letale cu !!!.